# Kapice-Lipniki
Kapice-Lipniki – wieś w Polsce położona w województwie podlaskim, w powiecie białostockim, w gminie Tykocin.
W latach 1975–1998 miejscowość należała administracyjnie do województwa białostockiego.
Wierni kościoła rzymskokatolickiego należą do parafii św. Stanisława Biskupa i Męczennika w Kobylinie-Borzymach.